# 文殊広法天尊
文殊広法天尊（もんじゅこうほうてんそん）は、中国明代に成立した神怪小説『封神演義』に登場する仙人。崑崙十二大師のひとり。
五竜山・雲霓洞の主。金吒の師。後に入釈成仏して文殊菩薩となる。
哪吒が李靖を追っているとき、宝貝の遁竜椿を使って哪吒を捕らえた。また四聖が西岐を攻めたとき、弟子と共に下山して王魔と戦った。
十絶陣の戦いで他の兄弟弟子と共に西岐を訪れ、姜子牙たちに助力した。その際に秦天君を倒し、天絶陣を破っている。また馬元を計略にはめて捕らえ、準提道人に引き渡した。
万仙陣では虯首仙と戦って太極陣を破り、原形（獅子）を現した虯首仙を自分の乗騎にする。また普賢真人・慈航道人と共に金霊聖母と戦った。